# 조명환
조명환(1994년 7월 19일 ~ )은 대한민국의 전직 스타크래프트 II 프로게이머이다. 종족은 저그이며, 아이디는 Golden이다.
SlayerS, 퀀틱 게이밍 등 다양한 팀에서 활동하였으며 2012년 12월 퀀틱게이밍 해체 후 2013년 1월 스타테일에 입단했다.
2014년 2월 독일 팀인 Alien Invasion에 입단했다.
2014년 10월 6일 은퇴를 선언했다. 이 후 다른진로를 택할 것으로 알려졌다.
2016년 11월 13일부로 군입대 전역후에 mYinsanity 에 입단을 했다.

## 생애

### 2010년
2010년 소니 에릭슨 스타크래프트 ll OPEN Season 3 예선에서 워크래프트 출신 '낭만오크'이중헌을 2:0으로 꺾고 생애 첫 본선무대에 진출했다.
그 뒤, 당시 oGs팀의 감독이었던 박상익을 2:0으로 제압하고 32강에 올랐으나 현 LG-IM소속 박현우에게 0:2로 패배해 탈락했다. 그 후 몇일후 슬레이어스 입단을 발표했다.
그 후 펼쳐진 GSL Jan. Code A 와일드 카드전에서 슬레이어스 소속으로 첫 경기를 펼쳤다. 윤영서, 전영식, 탁현승을 꺾고 GSL Jan.의 Code A 시드를 따내는데 성공하였다.
특히, 탁현승과의 마지막 경기는 저저전중의 명경기로 꼽힌다. 그리고 GSL Jan.에서 변현우에게 패하여 Code A 예선으로 떨어졌다.

### 2011년
슬레이어스 입단후 조명환의 2011년은 딱히 성적이없었으며 GSTL Mar. 결승전에서 최용화를 상대한것 외에는 2011년 전적은 없다. 그 외에 해외대회 참가는 알려진점이 없다.
허나, 이 시절 개인방송을 했을 때 욕설을 일삼는 맵핵유저를만나 차분히 실력으로 제압한 것으로 커뮤니티상에서 한번 화제가 되었다.

### 2012년
1월 28일 조명환은 해외팀 LighT eSports으로의 이적을 선언한다. 그리고 미국 오하이오주 콜롬버스에서 펼쳐진 MLG Winter Championship을 시작으로 본격적인 해외 활동을 시작한다.
이 시절 가장 좋은 성적이 나온 대회는 GIGABYTE ESPORTS LAN Invitational와 HomeStory Cup V에서 4강에 입상한 것이며, 이맘때 4강에서 탈락하는 징크스때문에 세미콩이라는 별명을 얻는다.
그리고 한국에 잠시 있는 기간때는 GSL예선에 꾸준히 참가하였으며 많은 프로게이머들이 참가하는 온라인 토너먼트(조탁컵, 플레이햄등)에서 30회이상 우승하였다.
그 뒤 GSL 예선을 통과해 코드A에 올라가 황규석에게 1:2로 패배해 다시 예선으로 탈락하고만다.
그 후, MLG Summer Arena를 마지막으로 LighT eSports와의 계약이 만료가 되었고 MLG를 마친뒤 퀀틱 게이밍으로의 이적을 선언했다. 그 후 NASL과 MLG, IPL등 북미 토너먼트 위주로 활동을 하였으며 MLG Fall Championship에서 오픈브라켓부터 올라가 13위를 하였다. 그리고 다음에 펼쳐진 NASL4에서 8강에 진출하였고 특히 16강에서 슬레이어스 소속 윤명혁을 패패승승승으로 제압하며 화제가 되기도 하였다.
그리고 한국으로 복귀한 뒤 당시 연합되어 있던 스타테일팀에서 숙소생활을 하는 것으로 알려졌다. 그리고 얼마후 소속팀 퀀틱 게이밍이 해체 선언을 하였고 다시 무소속이 되었다.

### 2013년
1월 9일, 해외진출을 선언한지 1년 만에 한국팀으로의 복귀를 선언하였다. 복귀한 팀은 퀀틱 게이밍과 연합되어 있던 스타테일이다. 그 뒤 폴란드 카토비체에서 열린 IEM Katowice와 독일 하노버에서 열린 IEM World Championship에 참가하였으며, WCS체제 출범후 펼쳐진 첫 예선에서 김동주(AZUBU)를 2:0으로 꺾고 본선 무대로 복귀하였다. 그리고 MVP팀 소속 테란 채도준을 2:0으로 꺾고 임정현에게 패배하여 승격&강등전으로 간뒤, 다음시즌 WCS를 기권한 후 북미로 지역을 변경하였다. 그리고 이쯤 미국 캘리포니아주 산타 모니카에서 펼쳐진 Redbull Training Ground에서 같은팀 동료 배상환을 4:2로 꺾고 우승하였다.
2013년 11월 24일 레드불 배틀그라운드 대회를 마지막으로 군입대 문제로 인한 은퇴를 선언했다.
그후 2013년 12월, 입대일이 본인의 생각보다 1년 늦게뜬 조명환은 (2015년 10월 은퇴당시 글에서 이렇게 밝혔다.) Clarity Gaming과 Ownaj의 스폰서를 받음으로써 본인의 군입대 날짜인 2014년 12월 9일까지 스트리머로 활동할 것을 선언한후 온라인 토너먼트를 호스팅 하면서 본인이 영어로 해설을 하였다. 그외 본인의 게임 화면을 보여주는 개인방송과 영어 코멘터리를 진행하였으며 본인이 직접 영상물을 제작 하는등 열성을 띄었고 평균 시청자 1000명을 유지하는 등 경과 또한 좋았다. 이 시절 같은 프로게이머 동료였던 퀀틱 게이밍 소속 고석현에게 퀀틱 게이밍의 CEO가 미화 24,000달러 (한화 2500만원) 상당을 지급하지 않은채 잠적을 하였고, 앞으로의 거처가 곤란해진 고석현을 도와주기 위한 Support Hyun Tournament를 호스트 하였다. 광고 수입과 기부 형식으로 고석현에게 도움을 주었으며, 개인이 여는 대회로는 유례없는 만명 이상의 시청자를 기록한다.

### 2014년
2014년 1월 독일 팀 Alien invasion에 입단하여 방송인과 프로게이머 생활을 병행, 1년 후 군입대하겠다고 선언하였다. 그 후 독일에 있는 팀 숙소로 이동하였으며 덴마크 코펜하겐에서 열린 Copenhagen Games와 루마니아 부쿠레슈티에서 열린 Dreamhack Bucharest에 참가하였다.
WCS Europe 챌린저 리그에 참가하여 예선을 통과하였고 챌린저 리그에서 러시아 저그 'slivko' 아르템 가라프초프를 제압하고 생애 최초로 월드 챔피언쉽 시리즈 프리미어리그에 진출하였다. 그리고 16강에서 장민철 TLO, Happy와 같은 조에 배정되었고 조 2위로 진출에 성공해 생애 첫 월드 챔피언쉽 시리즈 프리미어 리그 16강에 진출하였다.
16강에서는 강현우에게 패배했지만 'Grubby' 마누엘 쉔카이젠과 'MaNa' 그레고리 코민츠를 꺾고 2위로 8강에 진출했다. 8강에서는 'VortiX' 후안 모레노를 3:2로 제압하고 4강에 진출했으며 4강전에서는 강초원에게 2:3으로 패배했다.
그 후 스위스 로잔에서 열린 41Invitational에 참가하였고, 스페인 발렌시아에서 열린 Dreamhack Valencia에서 8강의 성적을 거두었다.
그리고 독일 뮌헨에서 열린 Munich StarCraft와 러시아 모스크바에서 열린 Dreamhack Moscow, 그리고 스웨덴 스톡홀름에서 열린
Dreamhack Stockholm에도 참가하였다.
그리고 8월 독일 쾰른 게임스컴에서 열린 EPS Germany에서 4강의 성적을 거두었고 또다시 게임스컴에서 열린 ESET Masters 8강에서
'ShowTiME' 토비아스 시버를 2:1로 제압, 그뒤 'HeroMarine' 가브리엘 시갓을 3:2로 제압한 뒤 결승에서 'StarDust'손석희에게 2:3으로
패배해 준우승을 차지하였다.
그리고 본인의 군입대전 마지막대회인 WCS 유럽 시즌3 프리미어리그에서 32강에서 'KrasS'안드레아스 울리히와 'Dayshi'앙투안 스티븐알을 각각 2:0과 2:1로 제압하고 생애 2번째 프리미어리그 16강에 안착하였다.
2014 WCS 유럽 시즌3 프리미어리그 16강에서 'Welmu'비사 호비넨을 만나 2:1로 제압한 뒤 'MMA'문성원을 만나 2:1로 제압하고 조1위로
8강에 진출하였다.
2014 WCS 유럽 시즌3 프리미어리그 8강에서 'Happy' 디미트리 코스틴을 3:1로 제압 2번연속 프리미어리그 4강에 진출하는 기염을 토하였다.
2014 WCS 유럽 시즌 3 프리미어리그에서도 4강에 진출한 조명환은 최병현에게 0:3으로 패배 이 경기를 끝으로 은퇴를 선언했다. (이 인터뷰에서는 은퇴가 아닌 일시 정지라고 하였지만 후에 PGR21에
올린 글 (링크) 에서는 다시 게임을 할 계획이 없고 다른 진로쪽을 택할 것으로 말하였다.

## 주요 기록
- 2010년 소니 에릭슨 스타크래프트 II OPEN Season 3 32강
- 2011년 소니 에릭슨 글로벌 스타크래프트 II 리그 Jan. Code A 32강
- 2012년 핫식스 2012 글로벌 스타크래프트 II 리그 시즌 2 Code A 48강
- 2012년 GIGABYTE ESPORTS LAN Invitational 4위
- 2012년 HomeStory Cup V 4위
- 2012년 MLG 2012 Winter Season Championship 17위
- 2012년 MLG 2012 Spring Season Championship 17위
- 2012년 IGN Proleague 4 라스베이거스 32강
- 2012년 Iron Squid Chapter ll 17위
- 2012년 NASL4 8강
- 2012년 MLG 2012 Fall Season Championship 16강
- 2013년 인텔 익스트림 마스터즈 Katowice 17위
- 2013년 인텔 익스트림 마스터즈 월드 챔피언쉽 13위
- 2013년 2013 WCS Korea Season 1 챌린저리그 32강
- 2013년 Red Bull Training Grounds 우승
- 2013년 MLG 2013 Spring Season Championship 24강
- 2013년 2013 WCS 코리아 시즌 2 챌린저리그 48강 (기권)
- 2013년 APM League 시즌1 주최
- 2014년 Support HyuN Tournament (서포트 현 - 고석현 돕기 자선 토너먼트) 주최
- 2014년 APM League 시즌2 주최
- 2014년 APM League 시즌3 주최
- 2014년 2014 DreamHack Open: Bucharest 32강
- 2014년 GO4SC2 March 우승
- 2014년 2014 DreamHack Open: Summer 32강
- 2014년 2014 WCS 유럽 시즌 2 프리미어리그 4강
- 2014년 GO4SC2 May 우승
- 2014년 2014 DreamHack Open: Valencia 8강
- 2014년 ESL Pro Series Germany: Summer Season 2014 4강
- 2014년 ESET Masters 2013 준우승
- 2014년 2014 DreamHack Open: Moscow 32강
- 2014년 2014 DreamHack Open: Stockholm 32강
- 2014년 2014 WCS 유럽 시즌 3 프리미어리그 4강